# Cyrtandra incrustata
Cyrtandra incrustata är en tvåhjärtbladig växtart som beskrevs av Brian Laurence Burtt. Cyrtandra incrustata ingår i släktet Cyrtandra och familjen Gesneriaceae. Inga underarter finns listade i Catalogue of Life.